# سیارک ۴۸۸۴
سیارک ۴۸۸۴ (به انگلیسی: 4884 Bragaria، نامگذاری:1979OK15) چهار هزار و هشتصد و هشتاد و چهارمین سیارک کشف شده‌است که در ۲۱ ژوئیه ۱۹۷۹ کشف شد.
قدر مطلق سیارک برابر ۱۴٫۳۰ است.